# Мартинівка (Берестинський район)
Марти́нівка — село в Україні, у Берестинському районі Харківської області. Населення становить 387 осіб. Орган місцевого самоврядування — Наталинська сільська громада.

## Географія
Село Мартинівка знаходиться за 2 км від річки Берестова, до села прилягають села Вознесенське і Добренька. До села примикають лісові масиви. Через село протікає пересихаюча річка Добренька та проходить автомобільна дорога Т 2119.

## Історія
Село Мартинівка засноване у 1754 році переселенцями з Правобережної України на землях, подарованих прапорщику Мартинову. Свою назву село отримало за прізвищем поміщика.
Мартинівка з'явилася наприкінці 18 століття. 1904 року селяни виступили проти поміщика. Організаторами були В. А. Литвин, К. Д. Спас, Л. І. Шевченко.
Радянську владу в селі встановлено у грудні 1917 року. З початком Великої Вітчизняної війни на фронт пішли 72 односельці, 46 з них загинули смертю хоробрих, 26 фронтовиків нагороджені орденами та медалями.
За активну допомогу частинам Червоної Армії гітлерівці розстріляли 22 особи. У період тимчасової німецько-фашистської окупації три чверті села було зруйновано. У повоєнний період село відбудовано.
У Мартинівці на момент 1976 року була розміщена центральна садиба колгоспу «Червона Україна», за яким закріплено 7540 га земельних угідь, у т. ч. 4805 га орної землі. Колгосп мав три виробничі ділянки, три тракторні бригади, дві ферми з відгодівлі великої рогатої худоби, цегельну і з виготовлення вітамінного борошна, механічну майстерню.
Партійний та комсомольський осередки у селі створено у 1929 році.
Під час організованого радянською владою Голодомору 1932—1933 років померло щонайменше 143 жителі села.

## Населення
У 1783 році в селі Мартинівка проживало 144 людини у віці від 17 років: 79 чоловіків та 65 жінок.
У 1799 - 1801 роках у селі Мартинівка проживало 245 осіб.
На момент 1976 року у Мартинівці було 131 дворів та проживало 335 осіб.
Згідно з переписом УРСР 1989 року чисельність наявного населення села становила 403 особи, з яких 194 чоловіки та 209 жінок.
За переписом населення України 2001 року в селі мешкали 382 особи.

### Мова
Розподіл населення за рідною мовою за даними перепису 2001 року:
| Мова       | Відсоток |
| ---------- | -------- |
| українська | 95,35 %  |
| російська  | 4,39 %   |
| білоруська | 0,26 %   |

## Економіка
- Молочно-товарна ферма.

## Символіка

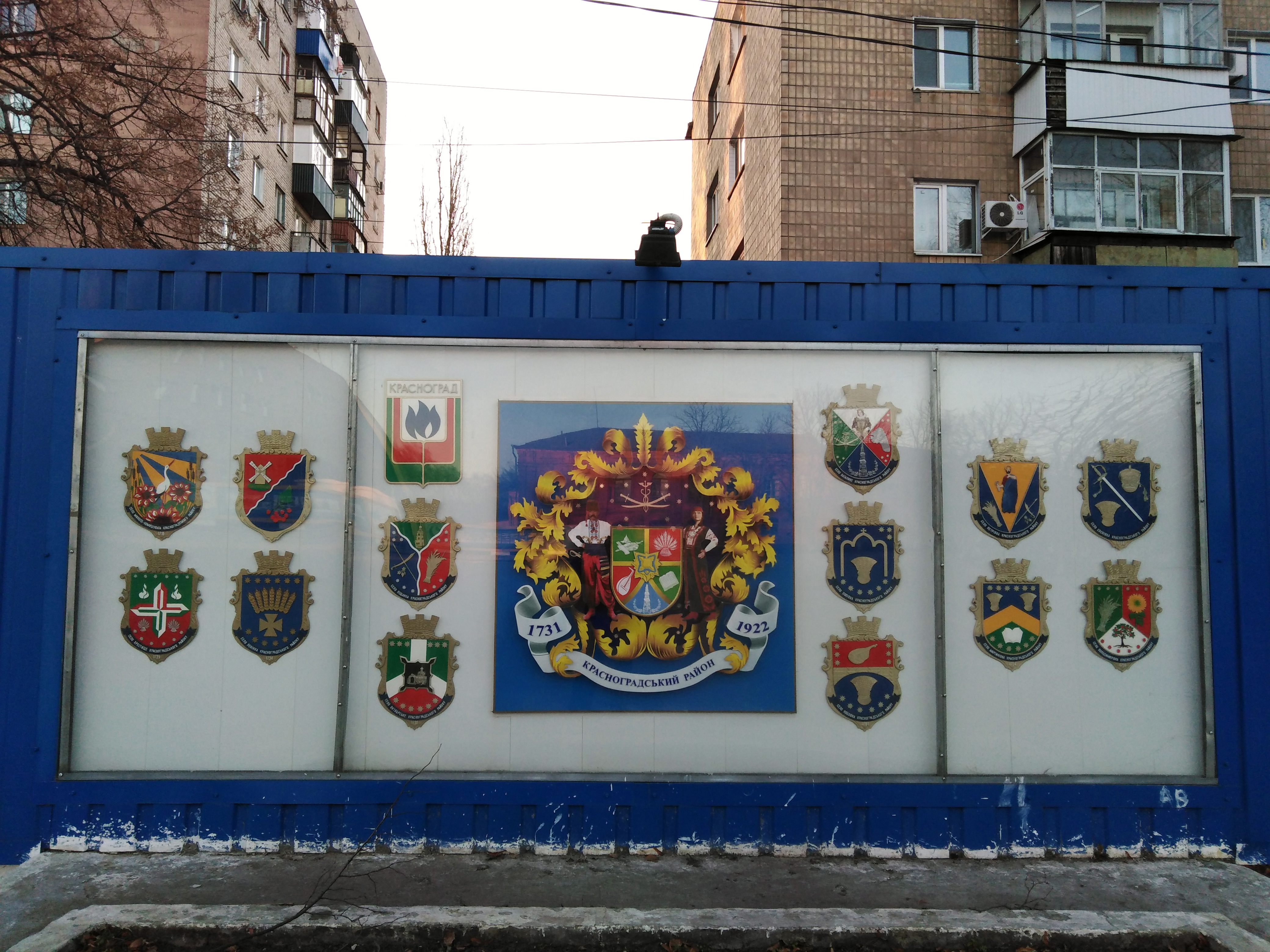
Герби населених пунктів Берестинського району серед них праворуч, герб села Мартинівка

### Герб та прапор
Зображення колосів пшениці — є ознакою сільськогосподарської направленості діяльності мешканців сучасної території Мартинівської сільської ради з давніх часів.
Зображення розкритої книги — символізує розвинуту культурну і освітянську спадщину на сучасній території Мартинівської сільської ради, яка своїм корінням походе із далекого минулого.
Зображення дванадцяти восьмипроміневих зірок відображає факт входження земель сучасної території Мартинівської сільської ради до території Вольностей Війська Запорізького, та існування на її теренах «зимових» поселень козаків. З 1734 року сучасна територія Мартинівської сільської ради входила до складу Самарської а пізніші Орельської паланок Вольностей Війська Запорізького.
Срібний напис на картуші герба «1754» — символізує рік відновлення поселень на сучасній території Мартинівської сільської ради.

## Пам'ятки
Орнітологічний заказник місцевого значення «Мартинівський» — об'єкт природно-заповідного фонду Харківської області.